# Плужине
Плужине (на сръбски: Плужине или Plužine) е град и център на община в северозападната част на Черна гора.

## Население
Според преброяването от 2011 г. има 1341 жители.

## Побратимени градове
- Кралево, Сърбия